# Adolf Hitler-linjen
Adolf Hitler-linjen var en tysk försvarslinje i centrala Italien under andra världskriget. 
Linjens starkaste fästen var Aquino och Piemonte. Efter de allierades landstigning på Italien 1943 döptes linjen om till Dora-linjen för att minska propagandaförlusterna om de allierade skulle lyckas komma igenom. Den låg några kilometer norr om Gustavlinjen. Linjen bröts den 24 maj 1944 av brittiska trupper, understödda av kanadensare och polacker. De polska trupperna intog Piedimonte den 25 maj varigenom linjen kollapsade. Nästa försvarslinje var Caesarlinjen. 